# IPhone 6
iPhone 6（アイフォーン シックス）は、Appleが開発・販売していたiPhoneの第8世代目のモデルである。

## 概要
2014年9月10日、アメリカ・カリフォルニア州クパチーノのApple本社にてiPhone 6 Plusとともに発表された。
2014年9月12日、日本では16:01 から予約開始。日本国内ではソフトバンクモバイル（以下ソフトバンク）とKDDI・沖縄セルラー電話連合（以下au）、NTTドコモ（以下ドコモ）から販売され、Apple StoreではSIMフリー版も販売された。
2014年9月19日、オーストラリア、日本、香港、シンガポール、ドイツ、フランス、イギリス、カナダ、アメリカ合衆国、プエルトリコ（時差順）で先行発売。日本では8:00 （日本時間）に発売された。画面を大型化した上位機種としてiPhone 6 Plusがある。
2019年9月20日（日本時間）に配信が開始されたiOS 13は対象外の機種であるが、2025年2月現在、iOS 12でのサポートは続いている。

## 特徴
SoCにはApple A8を採用、iPhone 5sに搭載されているApple A7同様64bitアーキテクチャとなっており、パフォーマンスはCPUが25%、GPUが50％向上したとしている。モーションコプロセッサーにはM8を採用し、新たに気圧計を組み入れたことで高度情報の取得も可能となった。
ディスプレイサイズは4.7インチ（1334 x 750ピクセル、326ppi）と大型化し、「Retina HD display」と称する新ディスプレイを搭載。コントラスト比が1400:1と従来機よりも向上し、紫外線を使っての液晶を精密に配置する「光配向プロセス」によって正確に並んだ液晶により、従来よりも黒をはっきりと表示することが可能となった。また、デュアルドメインピクセルによって視野角を向上している。
ディスプレイサイズの大型化に伴い、本体サイズも大きくなったものの、厚さに関しては6.9mmと従来機のiPhone 5sに比べて0.7mm薄くなっている。また、バッテリー持続時間も従来型より強化されている。大画面化したことに合わせて、ホームボタンをダブルタップすることで、画面表示を一時的に下げて操作しやすくする機能も追加されている。
背面カメラのiSightは、センサーサイズやF値はiPhone 5sから据え置きとなっているが、新規に開発されたFocus Pixelsにより、オートフォーカス性能が向上し、顔検出機能の性能も向上した。ビデオ撮影では60fps/30fpsの1080pHDビデオ撮影（iPhone 5sは30fpsのみ）、240fps/120fpsの720pスローモーション撮影（iPhone 5sは120fpsのみ）、タイムラプスビデオ撮影などに対応している。ただし、iPhone 6 Plusと異なり光学手ぶれ補正は搭載していない。一方で前面カメラのFaceTimeカメラはF値が2.2と明るくなった。
ラインナップには128GBモデルが初めて登場したが、従来存在した32GBは廃止されたため、16GB・64GB・128GBの3モデル体制となった。本体カラーはiPhone 5sと同じく、スペースグレイ・ゴールド・シルバーの3色が販売される。
なお、2017年に入ってから、一部の国を対象に32GBモデルが新たに発売されている。
近距離無線通信によるApple Payに対応している。日本国内においては、FeliCa対応モジュールを搭載していないため、店舗での決済などは利用できない。

### 通信システム
通信関係ではLTEの通信速度が最大150Mbpsに向上したほか、キャリアアグリゲーションにも対応した。さらに最大20の周波数帯域に対応し、特にTD-LTEは、iPhone 5s/5c（中国対応モデル）ではBand 38から40までサポートされていたのが、今回新たに日本ではWiMAX2+とAXGPで使用されているBand 41にも対応している。また、VoLTEでの通話も可能となった（日本国内での対応については後述のアップデートが必要）。Wi-FiはIEEE 802.11acに対応したほか、一部キャリアではWi-Fiを介して携帯電話網に通話ができるWi-Fi Callingに対応する。
日本での通信環境では、iPhone 5s/5cで対応している帯域に加え、上述の通り2.5GHz帯TD-LTE（Band 41）と、2015年以降にサービス開始の700MHz帯（Band 28）を新たにサポートしているが、1.5GHz帯（Band 11、21）はサポートしていない。ドコモは1.5GHz帯を除くトリプルバンドで通信を行い、1.7GHz帯で最大150Mbpsの通信が可能となる。また、他2社に先行して開始しているVoLTEも時期は未定なものの、Appleと協議して対応を進めたいとしているとしていたが、iOS 8.3にて3社共に提供された。AUは2.1GHz帯とN800MHz帯とのキャリアアグリゲーション（LTE-Advanced、最大150Mbps）に対応するほか、WiMAX2+（最大110Mbps）での通信も可能となる。ソフトバンクもAXGPを使用したSoftBank 4G（最大110Mbps）に対応、iPhoneでは初のHybrid 4G LTE端末となる。また2015年以降開始予定のキャリアアグリゲーションにも対応を予定している。また、2015年4月9日にリリースされたiOS 8.3とキャリア設定アップデートを適用することで、3キャリア共にVoLTEによる通話が可能となっている。

### 急速充電の仕様
iPhone 6を急速充電するにはApple 10W USB電源アダプタもしくは、Apple 12W USB電源アダプタを使用する必要がある。急速充電を行うと30分で50%近くまで充電できる。MacのUSBポートでも最大2.1Aで急速充電が出来る。